# 戳记 (硬币)

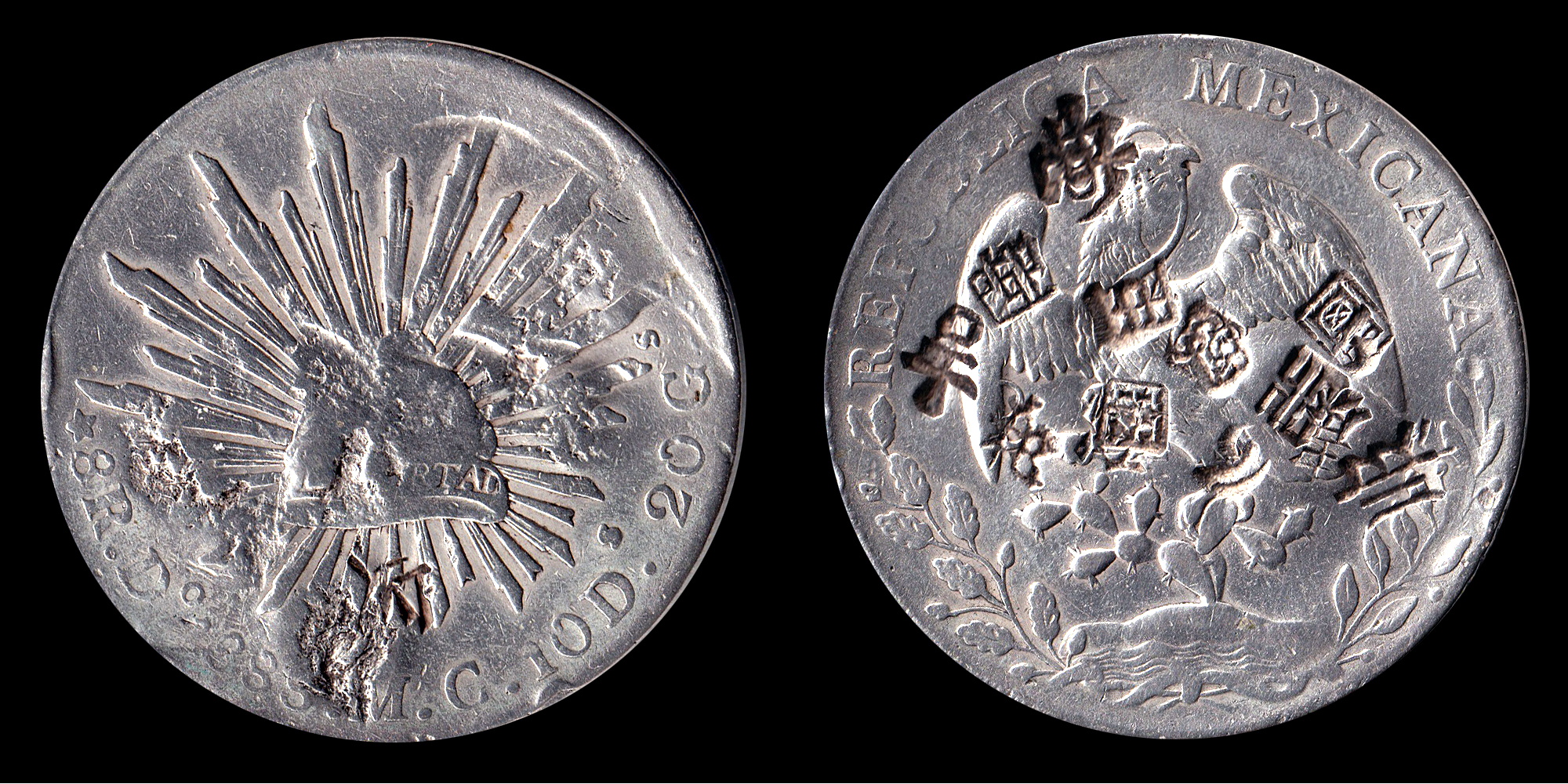
带有各种中国商人戳记的1888年墨西哥8里亚尔银元

戳记（英語：chop mark），或称戳、戳印，指硬币流通过程中，被持有者加盖的各类印记，可分为硬戳和墨戳两类。

## 历史
18世纪开始，大量的外国銀元通过贸易流入中国。各家商户均拥有自己的戳记，所以在银元流通时间多了之后，越来越多的戳记会将银元原本的钱文、图案严重破坏。
太平天国时期，江苏省的一铜合金代币上也使用戳记，这些代币由当地政府发行，仅在当地可流通使用。

## 深入阅读
- C.J. Gullberg, Chopmarked Coins - A History. The Silver Coins Used in China 1600-1935 (iAsure Group, 2014).